# Charles Davenant

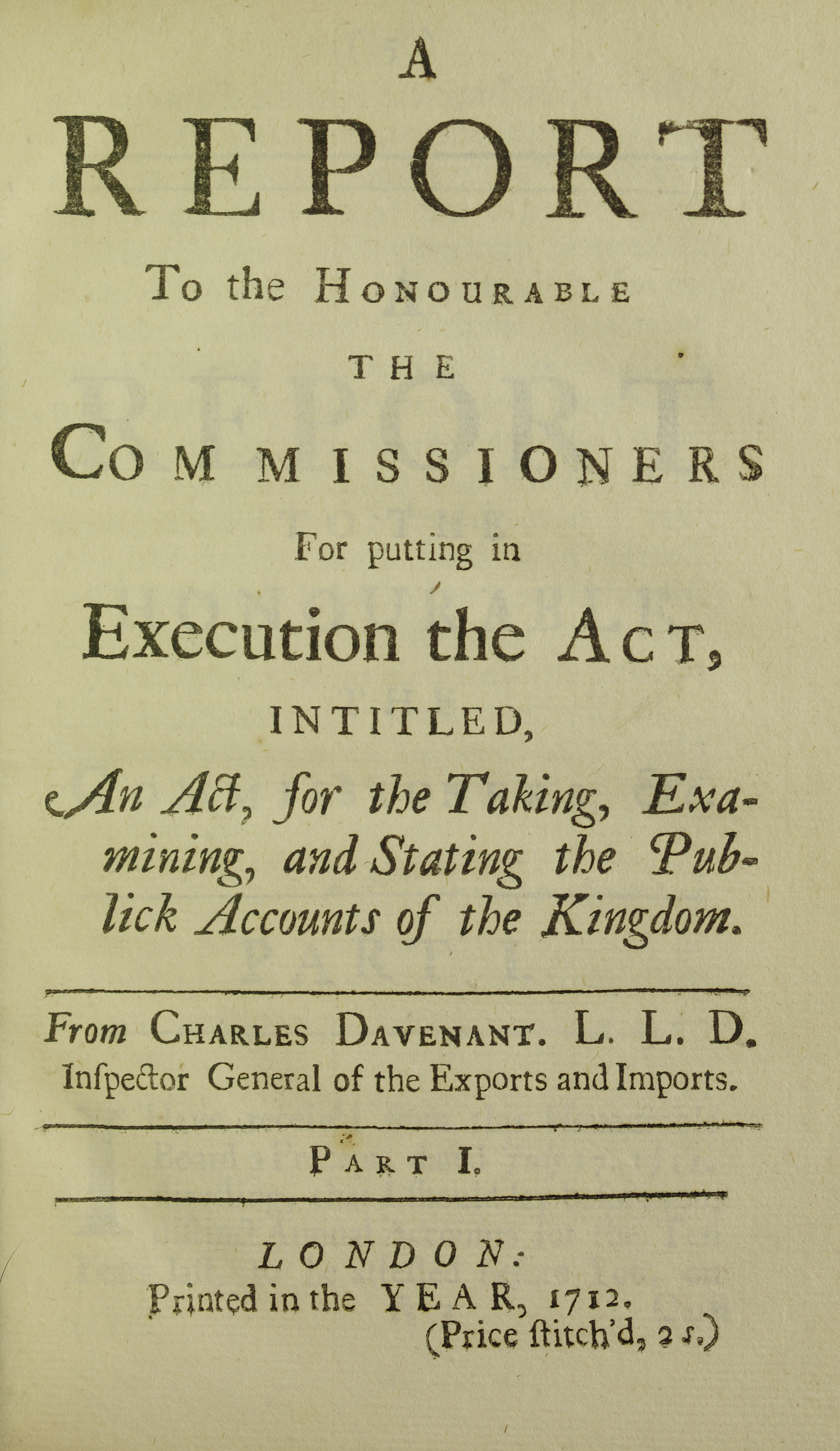
Report to the honourable the commissioners, 1712

Charles Davenant (1656–1714) foi um economista mercantilista, político e panfletário inglês. Ele era um membro tory do Parlamento por St Ives (Cornwall) e por Great Bedwyn.

## Vida
Filho mais velho de Sir William Davenant, o poeta, ele nasceu em Londres. Ele foi educado na Cheam School e Balliol College (Oxford), mas abandonou a universidade sem ter um diploma. Ele tornou-se gerente do teatro de seu pai. Após pegar o diploma de médico, ele tornou-se membro do Doctors' Commons.
Em 1678, Davenant foi nomeado Comissário dos Impostos, ganhando 500 libras por ano. Os impostos eram coletados usando o "sistema de fazenda". Em 1638, a Grã-Bretanha encerrou o sistema de tax farming e Davenant passou a receber 1000 libras por ano como Comissário. Em 1685, ele foi eleito para o parlamento como representante de St. Ives. No entanto, com a Revolução Gloriosa, Jaime II de Inglaterra foi exilado na França e Guilherme III de Inglaterra foi coroado como rei pelo Parlamento da Inglaterra. Em 1689, Davenant perdeu sua posição como Comissário dos Impostos e sua dívida com Jaime II foi anulada.
Em 1692, ele candidatou-se para Controlador dos Impostos, com o apoio de Sidney Godolhphin, 1º Conde de Godolphin, mas não conseguiu o cargo. Ele se candidatou novamente em 1694 e mais uma vez fracassou em obter o cargo, provavelmente devido às objeções de Charles Montagu, 1º Conde de Halifax, o Chanceler do Tesouro. Em 1696, seus amigos no governo, Charles Talbot, 1º Duque de Shrewsbury e Godolphin, estavam sob ataque político. Godolphin renunciou pouco depois e Davenant perdeu seu principal apoiador para a nomeação para um cargo público.
Em 1698, Davenant retornou ao Parlamento como um representante de Great Bedwyn. Ele tornou-se um associado do partido Tory, que substituiu os Whig como maioria no Parlamento. Davenant estava ligado a agentes Frances em março de 1701 e suspeitava-se, mas foi provado, que o governo francês tentou suborná-lo para promover seus interesses se a Inglaterra declarasse guerra à França. Há evidência que um agente francês recomendou o suborno de Davenant, mas não há evidência que "um suborno foi realmente oferecido ou aceito". A conexão com os franceses manchou a reputação pública e política de Davenant.
Em 1702, a Rainha Ana assumiu o trono. O Ministro Whig Pembroke foi retirado do poder e os amigos de Davenant – Godolphin, Daniel Finch, 2º Conde de Nottingham e Robert Harley, 1º Conde de Oxford e Conde de Mortimer – foram colocados em cargos de poder no governo de coalizão. Em setembro de 1702, Davenant foi nomeado para a Secretaria de uma cmissão para negociar a união da Escócia com a Inglaterra. Em junho de 1703, ele foi nomeado Inspetor Geral das Importações e Exportações.
Davenant visitou a Holanda no outono de 1705, para pesquisar o tráfico em tempos de guerra com a França.
Em 1710, Godolphin perseu seu cargo, o que removeu um dos apoiadores de Davenant do poder e ameaçou sua posição como Inspetor Geral das Importações e Exportações. Davenant escreveu Sir Thomas Double at Court e New Dialogues upon the Present Posture of Affairs para fazer as pazes com o partido Tory, que provavelmente retornaria ao poder. Sir Thomas Double at Court inverteu o argument pela moderação em seu Essays upon Peace at Home and War Abroad' de 1703 e New Dialogues upon the Present Posture of Affairs repetiu os ataques aos métodos de financiamento de gastos públicos que ele afirmava desde 1689. Ele também inverteu sua posição de Memorial Concerning the Free Trade now Tolerated between France and Holland e argumentou que os holandeses estavam se beneficiando do comércio com a França enquanto a "Grã-Bretanha tinha o ônus da guerra".
Davenant morreu em 1714 em Londres.